# Incoronazione della Vergine (Lorenzo Monaco)

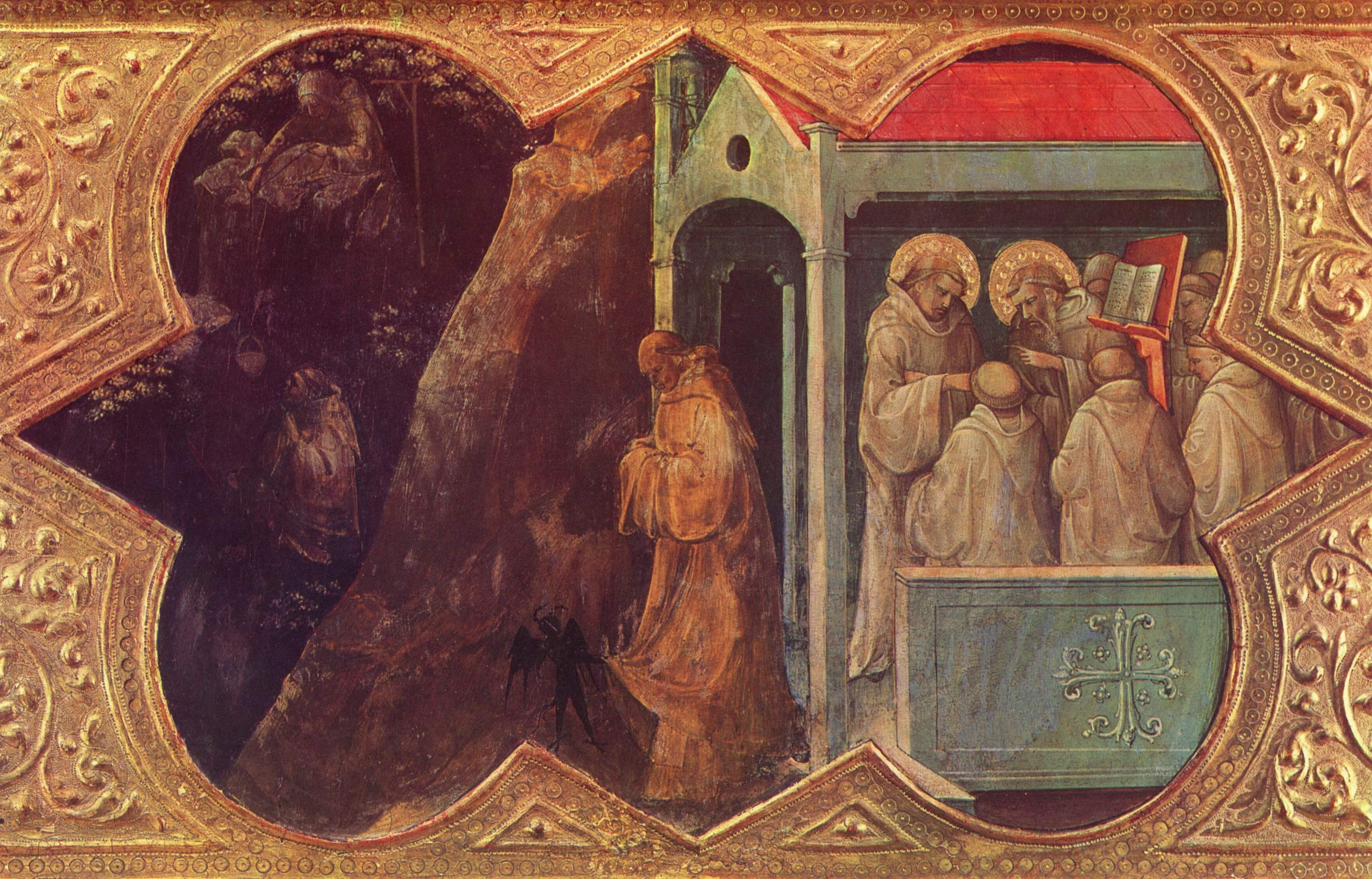
Dalla predella, Penitenza di san Benedetto

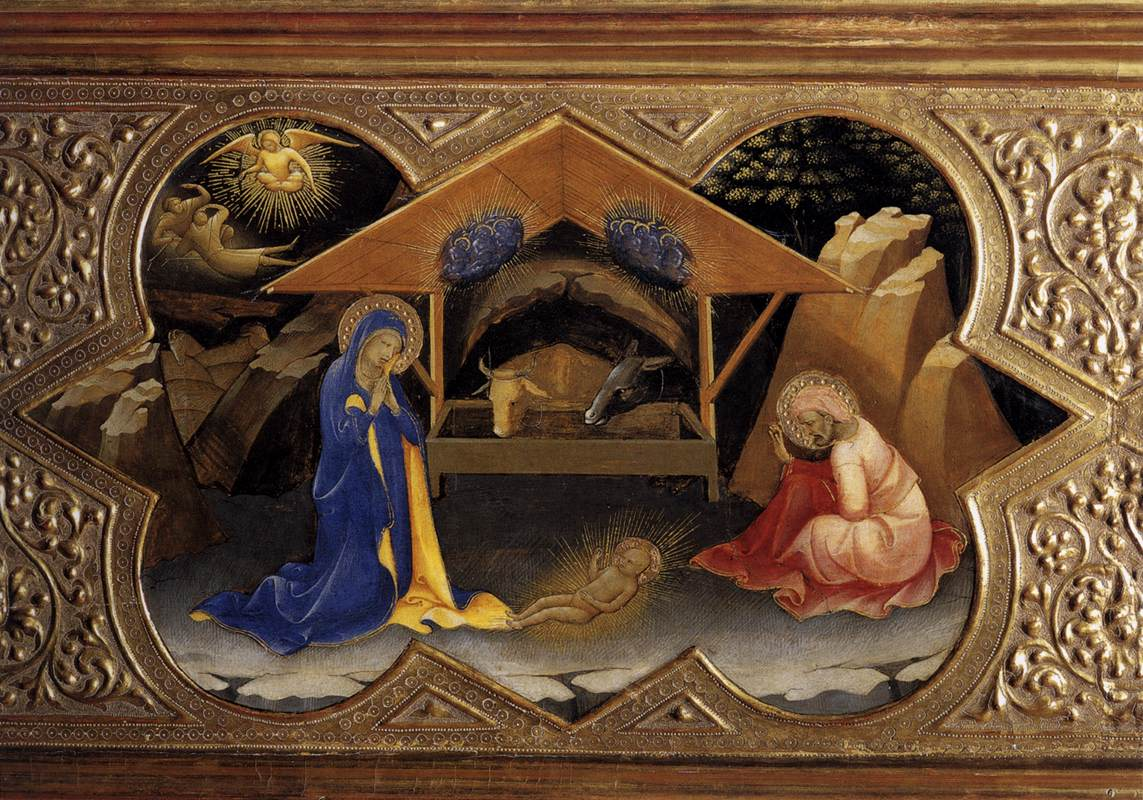
Dalla predella, Natività

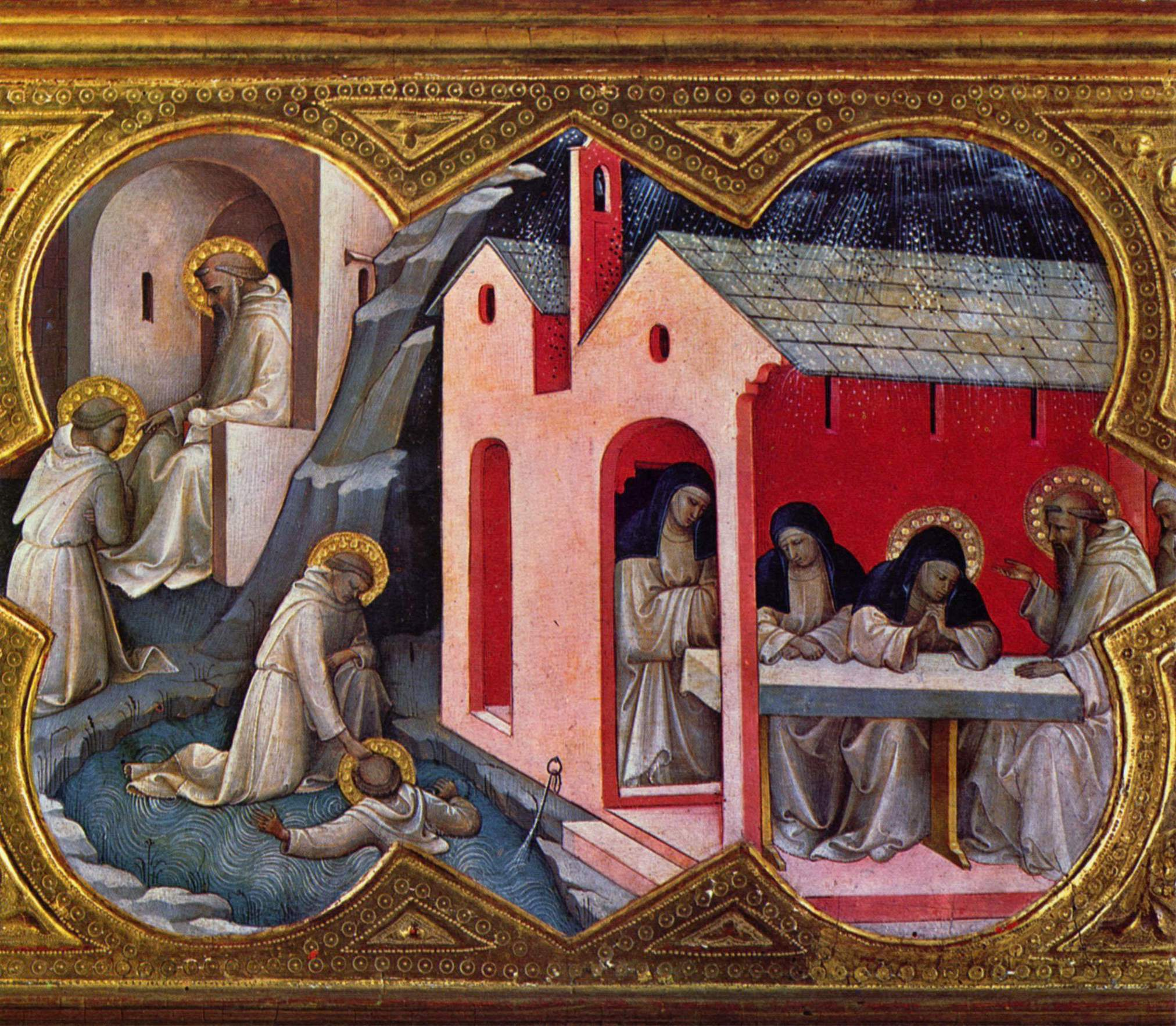
Dalla predella, San Bernardo dà la regola a San Benedetto e San Benedetto salva un frate

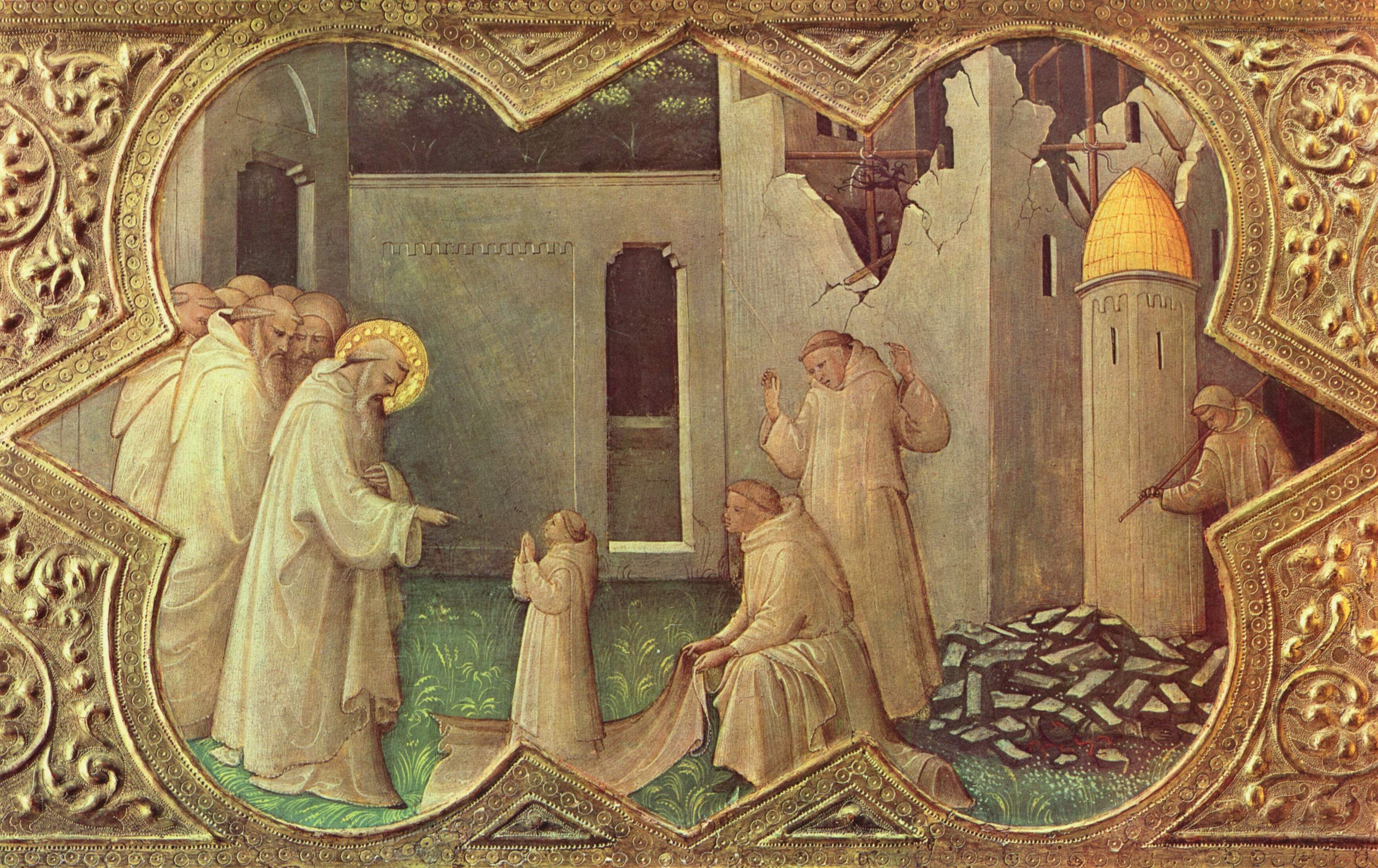
Dalla predella, San Bernardo resuscita un fraticello

L'Incoronazione della Vergine è un grande polittico a tempera e oro su tavola (506x447,5 cm) di Lorenzo Monaco, datato al 1414 e conservato agli Uffizi di Firenze.

## Storia
L'opera proviene dal monastero camaldolese di Santa Maria degli Angeli a Firenze ed è firmata sulla cornice sopra la predella, con la data febbraio 1413, che nel calendario fiorentino, che iniziava a marzo, corrisponde al 1414.
Antonio Billi citò l'opera agli inizi del Cinquecento e la descrisse come "lavorata con grande ornamento".  Verso la fine del XVI secolo, per il mutare del gusto, la pala venne sostituita sull'altare da una grande tela di Alessandro Allori, oggi alla Galleria dell'Accademia. La pala di Lorenzo Monaco venne ritrovata nel XIX nell'abbazia camaldolese di San Pietro a Cerreto, in pessime condizioni per le infiltrazioni d'acqua che avevano rovinato gran parte della carpenteria originale. Nel 1872 si procedette a un restauro reintegrativo della cornice da parte del restauratore degli Uffizi Ettore Franchi.
Il restauro del 1990 ha ripristinato la brillantezza dei colori, valorizzando, ad esempio, il costosissimo blu di lapislazzuli.

## Descrizione
L'opera è composta innanzitutto da una maestosa cornice intagliata e dorata, vera e propria macchina scenica con tre cuspidi coperte da protiri su mensole piuttosto sporgenti, con un ricamo interno di archetti e racemi vegetali sugli archi. Al di sopra si trovano tre pannelli cuspidati, con la parte superiore della cornice perduta, recanti le pitture (da sinistra) dell'Angelo annunciante, del Cristo benedicente tra cherubini e della Vergine annunciata. Ai lati si trovano due pilastri con colonnine tortili sui bordi, dove si aprono alcuni lobi con figure di profeti dipinte. In basso si trova la predella con sei quadrilobi contenenti Storie di san Benedetto, fondatore dei Benedettini di cui i Camaldolesi erano una congregazione, e di san Bernardo di Chiaravalle.
Il pannello centrale è organizzato dalle cuspidi come un trittico ma senza soluzione di continuità. Vi è raffigurata la scena dell'Incoronazione, ambientata in paradiso (le fasce azzurre e stellate alludono ai sette cieli), alla presenza di un doppio stuolo di santi ai lati (disposti su tre file) e di un cospicuo numero di angeli sia dietro il ciborio che copre il trono di Gesù e Maria, sia ai lati del trono, sia davanti, dove si trovano tre angeli spargi-incenso. Nel gruppo di santi a sinistra si riconoscono:
- Giovanni Battista (prima fila, da destra)
- Pietro
- Bernardo di Chiaravalle
- Matteo (seconda fila, da destra)
- Iacopo
- Paolo
- Stefano martire
- Donato vescovo (terza fila, da destra)
- Antonio Abate
- Sigismondo

Nel gruppo di santi a destra si trovano:
- Giovanni evangelista (prima fila, da sinistra)
- Andrea Apostolo
- Benedetto da Norcia
- Lorenzo (seconda fila, da sinistra)
- Bartolomeo
- Zanobi
- Francesco d'Assisi
- Tre santi di identificazione incerta (terza fila)

La composizione è molto affollata, ma sostanzialmente piatta, come nelle opere dei giotteschi, mentre più originali sono le forme allungate delle figure, le cadenze falcate dei panneggi, l'uso di colori freddi e squillanti, con note cangianti, che ne fanno una delle opere più rappresentative del tardo gotico fiorentino. Rispetto ad altre zone d'Italia, nei dipinti dei maestri fiorentini, mancano quasi del tutto i riferimenti al mondo cortese e in particolare in Lorenzo Monaco è sempre centrale un profondo sentimento religioso (sottolineato dal persistente fondo oro).

### Predella
Nella predella si trovano: 
- Funerali di san Bernardo
- Penitenza di san Benedetto
- Natività
- Adorazione dei Magi
- San Bernardo dà la regola a san Benedetto e san Benedetto salva un frate dall'annegamento
- San Bernardo resuscita un fraticello

La presenza di san Bernardo ricorda i cistercensi e san Benedetto i benedettini, dei quali i camaldolesi erano una congregazione. Nella predella soprattutto Lorenzo poté dipingere figure intense e fantasiose, con ambientazioni più originali, senza il fondo oro.